# Cathorops steindachneri
Cathorops steindachneri és una espècie de peix de la família dels àrids i de l'ordre dels siluriformes.

## Morfologia
Els mascles poden assolir els 36 cm de llargària total.

## Distribució geogràfica
Es troba als rius i estuaris del vessant pacífic de Centreamèrica.